# Anchiopsis
Anchiopsis – rodzaj stawonogów z wymarłej gromady trylobitów, z rzędu Phacopida.
Żył w okresie wczesnego i środkowego dewonu.